# Brignoles (tổng)
Tổng Brignoles là một tổng thuộc tỉnh Var trong vùng Provence-Alpes-Côte d'Azur.

## Địa lý
Tổng này được tổ chức xung quanh Brignoles trong quận Brignoles. Cao độ vùng này từ 140 m (Le Val) đến 827 m (La Celle) với độ cao trung bình 248 m.

## Các xã
Tổng Brignoles gồm 6 xã với dân số tổng cộng 22 193 người (điều tra dân số năm 1999, dân số không tính trùng).
| Xã              | Dân số | Mã bưu chính | Mã insee |
| --------------- | ------ | ------------ | -------- |
| Brignoles       | 12 487 | 83170        | 83023    |
| Camps-la-Source | 1 272  | 83170        | 83030    |
| La Celle        | 1 082  | 83170        | 83037    |
| Tourves         | 3 428  | 83170        | 83140    |
| Le Val          | 3 363  | 83143        | 83143    |
| Vins-sur-Caramy | 561    | 83170        | 83151    |

## Thông tin nhân khẩu
| 1962                                                     | 1968   | 1975   | 1982   | 1990   | 1999   |
| -------------------------------------------------------- | ------ | ------ | ------ | ------ | ------ |
| 10 915                                                   | 12 780 | 14 494 | 16 043 | 19 436 | 22 193 |
| Nombre retenu à partir de 1962 : dân số không tính trùng |        |        |        |        |        |